# José Luis Trejo
José Luis Trejo Montoya (ur. 4 sierpnia 1951 w Tepeji) – meksykański piłkarz występujący na pozycji środkowego obrońcy, reprezentant Meksyku, trener piłkarski, od 2025 roku prowadzi gwatemalski Cobán Imperial.

## Kariera klubowa
Trejo rozpoczynał swoją karierę piłkarską jako dwudziestolatek w nowo powstałym klubie Atlético Español z siedzibą w stołecznym mieście Meksyk. W jego barwach zadebiutował w meksykańskiej Primera División w sezonie 1971/1972, szybko zostając podstawowym zawodnikiem drużyny i mając duży wkład w jej sukcesy odnoszone zarówno na arenie krajowej, jak i międzynarodowej. W sezonie 1973/1974 wywalczył ze swoją ekipą tytuł wicemistrza Meksyku, natomiast w 1975 roku triumfował z nią w najbardziej prestiżowych rozgrywkach północnoamerykańskiego kontynentu – Pucharze Mistrzów CONCACAF. W 1976 roku zajął natomiast drugie miejsce w turnieju Copa Interamericana, a ogółem w Atlético Español występował przez siedem lat, tworząc pewny duet stoperów z Juanem Manuelem Álvarezem. W połowie 1978 roku przeniósł się do zespołu Tecos UAG z miasta Guadalajara, gdzie występował bez większych osiągnięć przez kolejne trzy lata, głównie w roli podstawowego gracza. Profesjonalną karierę zakończył w wieku 31 lat, ponownie będąc zawodnikiem Atlético Español, jednak tym razem będąc w tej drużynie wyłącznie rezerwowym.

## Kariera reprezentacyjna
W 1972 roku Trejo został powołany przez szkoleniowca Diego Mercado do reprezentacji Meksyku na Igrzyska Olimpijskie w Monachium. Tam miał niepodważalne miejsce w wyjściowej jedenastce, rozgrywając od pierwszej do ostatniej minuty wszystkie sześć spotkań i ani razu nie wpisując się na listę strzelców, a podstawową parę środkowych obrońców stworzył wraz ze swoim kolegą klubowym, Juanem Manuelem Álvarezem. Jego drużyna po dwóch zwycięstwach i porażce awansowała do drugiej rundy, gdzie jednak zajęła ostatnie miejsce, notując tym razem remis i dwie przegrane.
W seniorskiej reprezentacji Meksyku Trejo zadebiutował za kadencji selekcjonera Ignacio Trellesa, 6 sierpnia 1975 w wygranym 1:0 meczu towarzyskim z NRD. Ogółem swój bilans w kadrze narodowej zamknął na dwóch rozegranych spotkaniach, w których nie strzelił żadnego gola.

## Kariera trenerska
Zaraz po zakończeniu kariery piłkarskiej Trejo wyjechał do Niemiec, gdzie osiadł na stałe i w tym kraju spędził kolejne czternaście lat. W tym czasie wyrobił licencję trenerską, pierwsze szlify w tym zawodzie zbierając jako członek sztabu szkoleniowego klubu SpVgg Unterhaching. W latach 1992–1994 pracował natomiast w akademii młodzieżowej Bayernu Monachium, gdzie pełnił rolę asystenta trenera zespołu do lat dziewiętnastu. W późniejszym czasie powrócił do ojczyzny, w latach 1994–1998 będąc wiceprezesem do spraw sportowych stołecznego zespołu Club Necaxa, gdzie odpowiadał między innymi za rozwój drużyn juniorskich. W międzyczasie, w latach 1995–1997, był zatrudniony przez Meksykański Związek Piłki Nożnej na stanowisku dyrektora sportowego reprezentacji, a ponadto był asystentem w drużynie narodowej podczas Igrzysk Olimpijskich w Atlancie oraz cyklu przygotowawczego do Mistrzostw Świata 1998.
Pracę w roli pierwszego szkoleniowca Trejo rozpoczął we wrześniu 1998, kiedy to objął zespół Toros Neza z siedzibą w mieście Nezahualcóyotl. Z tego stanowiska został jednak zwolniony już po ośmiu spotkaniach, w których zdołał zanotować tylko jedno zwycięstwo. Równolegle pełnił również funkcję dyrektora generalnego działającej pod patronatem federacji piłkarskiej Meksykańskiej Szkoły Trenerów. Kilka miesięcy później został zatrudniony przez stołeczną drużynę Cruz Azul w roli opiekuna występujących w drugiej lidze meksykańskiej klubowych rezerw o nazwie Cruz Azul Hidalgo. W wiosennym sezonie Verano 1999 dotarł z nimi do finału rozgrywek Primera División A i sukces ten powtórzył również rok później, podczas sezonu Verano 2000. Za sprawą udanych wyników w marcu 2000 zastąpił Luisa Fernando Tenę na stanowisku pierwszego trenera Cruz Azul. W 2001 roku doszedł ze swoją ekipą do finału najważniejszych południowoamerykańskich rozgrywek klubowych – Copa Libertadores, przegrywając w nim dopiero po rzutach karnych z argentyńskim Boca Juniors. Ogółem szkoleniowcem Cruz Azul pozostawał przez niemal trzy lata, dając szansę debiutu w najwyższej klasie rozgrywkowej graczom takim jak między innymi Ricardo Osorio, Aarón Galindo czy Juan Carlos Cacho.
W połowie 2003 roku Trejo podpisał umowę z klubem Jaguares de Chiapas z miasta Tuxtla Gutiérrez. Jego podopieczni szybko zostali rewelacją ligi meksykańskiej, w sezonie Clausura 2004 zajmując pierwsze miejsce w tabeli i notując zaledwie jedną porażkę w dziewiętnastu spotkaniach, dzięki czemu po raz pierwszy w historii drużyny zakwalifikowali się do ligowej fazy play-off. Z ekipy tej Trejo odszedł w lutym 2005, aby zaledwie kilkanaście dni później zostać trenerem zespołu CF Pachuca. Tam spędził najbardziej udany okres w swojej karierze szkoleniowca; wprowadził do zespołu przyszłych reprezentantów kraju, takich jak Luis Ángel Landín czy Leobardo López, zaś podczas rozgrywek Clausura 2006 zdobył z Pachucą tytuł mistrza Meksyku. Zaledwie dzień po tym sukcesie podpisał jednak umowę z zespołem Tigres UANL z siedzibą w Monterrey, wywołując swoją decyzją spore kontrowersje w całym kraju. Z ekipy Tigres został zwolniony we wrześniu 2006, po serii ośmiu ligowych meczów z rzędu bez zwycięstwa. Na początku 2007 roku objął zespół Club Necaxa, w którym pracował już kilka lat wcześniej. Z drużyną, która w międzyczasie przeniosła swoją siedzibę ze stolicy do miasta Aguascalientes, triumfował w rozgrywkach kwalifikacyjnych do Copa Libertadores – InterLidze, lecz opuścił Necaxę już w maju tego samego roku, osiągając niezadowalające wyniki w lidze meksykańskiej.
W czerwcu 2007 Trejo został trenerem klubu Monarcas Morelia, który prowadził bez większych sukcesów przez następne cztery miesiące, odchodząc ze stanowiska po sześciu kolejnych ligowych spotkaniach bez zwycięstwa. W marcu 2008 zastąpił Jaime Ordialesa w roli szkoleniowca zespołu Tecos UAG z miasta Guadalajara, w którym występował już podczas swojej kariery piłkarskiej. Na posadzie tej pozostawał przez pięć miesięcy, nie odnosząc żadnych osiągnięć w lidze, zaś we wrześniu 2010 został zatrudniony przez ekipę Puebla FC, której trenerem był do lutego 2011, notując przeciętne wyniki. W maju 2012 podpisał umowę z klubem San Luis FC, z którego zwolniono go jednak po zaledwie sześciu ligowych meczach; nie potrafił odnieść w nich żadnego zwycięstwa. We wrześniu 2013 objął ekipę Pumas UNAM ze stołecznego miasta Meksyk, gdzie ponownie nie zanotował poważniejszych sukcesów i stracił pracę po upływie niecałego roku, kiedy to w szesnastu ostatnich meczach jego podopieczni wygrywali zaledwie trzykrotnie.